# Трилогия о мести
«Трилогия о мести» (кор. 복수 삼부작) — серия из трёх фильмов южнокорейского режиссёра Пак Чхан Ука. В трилогию входят фильмы «Сочувствие господину Месть» (2002), «Олдбой» (2003) и «Сочувствие госпоже Месть» (2005). В каждом фильме раскрываются темы мести, насилия и спасения. Фильмы не связаны сюжетом, но были названы трилогией международными критиками из-за своей тематической схожести.

## Фильмы

### «Сочувствие господину Месть» (2002)
Первым фильмом в трилогии Пака стал «Сочувствие господину Месть» в 2002 году, мрачный и жестокий фильм о мести, которая пошла не так. Он рассказывает историю глухонемого парня, который похищает маленькую девочку, чтобы оплатить столь необходимую его сестре операцию по пересадке почки. Когда девочка случайно погибает, убитый горем отец отправляется на поиски ответов и мести. Фильм имел сравнительно слабые кассовые сборы в Южной Корее, заняв лишь 30-е место по продаже билетов. Фильм окупил менее половины своего бюджета в отечественном и зарубежном прокатах, так в США он получил выручку в размере всего 45 243 долларов. Тем не менее, он был назван лучшим фильмом 2002 года техасским интернет-блогером Гарри Ноулзом.

### «Олдбой» (2003)
Следующим в трилогии стал чрезвычайно успешный фильм «Олдбой» 2003 года. Он рассказывает историю о человеке, который находится за решёткой пятнадцать лет, а потом его выпускают без объяснений того, за что он наказан и освобождён. Ему дали пять дней, чтобы узнать истинную личность похитителя и выяснить, почему он был заключён в камеру, или его новая возлюбленная будет убита. Фильм очень хорошо приняли на кинофестивалях и в прокате в Южной Корее. Он завоевал Гран-при на Каннском кинофестивале в 2004 году и получил отличные отзывы от критиков. Фильм приобрел культовый статус в годы после его выпуска, и считается современной классикой.
В 2013 году вышел одноимённый американский ремейк, который снял Спайк Ли.

### «Сочувствие госпоже Месть» (2005)
Третьим и заключительным в трилогии стал фильм 2005 года «Сочувствие госпоже Месть» (или «Леди Месть»). Фильм рассказывает историю о невиновной молодой женщине, которая выходит из тюрьмы после отбывания срока за убийцу ребёнка, который до сих пор на свободе. Освободившись, она ищет её давно потерянную дочь и воплощает в жизнь тщательный план мести. Этот фильм был хорошо воспринят критиками и южнокорейскими зрителями. Кассовые сборы за первую неделю проката составили 7 382 034 долларов. Фильм боролся за «Золотого льва» на 62-м Венецианском кинофестивале в 2005 году.

## Актёры, снявшиеся в нескольких фильмах трилогии
Множество актёров и актрис появляются во всех трёх фильмах, иногда только в виде камео.
- О Хван Рок — единственный актёр, появившийся во всех трёх фильмах.
- Сон Кан Хо — Пак Дон Чжин в «Сочувствии господину Месть», наёмный убийца в «Сочувствии госпоже Месть».
- Син Ха Гюн — Рю в «Сочувствии господину Месть», наёмный убийца в «Сочувствии госпоже Месть».
- Чхве Мин Сик — О Дэ Су в «Олдбое», учитель Пэк в «Сочувствии госпоже Месть».
- Ю Чжи Тэ — Ли У Чжин в «Олдбое», взрослый Вон Мо в «Сочувствии госпоже Месть».
- Кан Хё Чжон — Ми До в «Олдбое», телевизионный диктор в «Сочувствии госпоже Месть».
- О Даль Су — Пак Чхоль Ун в «Олдбое», мистер Чжан в «Сочувствии госпоже Месть».
- Ким Ок Пён — мистер Хан в «Олдбое», проповедник в «Сочувствии госпоже Месть».